# Celleporina labiata
Celleporina labiata är en mossdjursart som beskrevs av Aristegui 1989. Celleporina labiata ingår i släktet Celleporina och familjen Celleporidae. Inga underarter finns listade i Catalogue of Life.